# Samlerhuset csoport
A Samlerhuset Csoport norvég tulajdonban lévő  nemzetközi direkt marketing és csomagküldő cég, amely érme- és emlékérem forgalmazásra specializálódott.
Jelenleg 16 országban van jelen.
A Samlerhuset Group 1994-ben jött létre a Norsk Verdi vállalatból, amely 1984 óta működött. 2003 óta a Samlerhuset Group társtulajdonosa a Norvég Pénzverdének, amely a Nobel-békedíjat is veri. A Csoport világszerte több mint 2,5 millió ügyféllel rendelkezik.

## Magyar Éremkibocsátó
A Magyar Éremkibocsátót 2011-ben alapították a cégcsoport Magyarországi leányvállalataként (Magyar Kincstár Kft. néven) Csomagküldő szolgáltatóként termékeit direkt marketing módszerekkel értékesíti. Kollekciói hivatalos modern és történelmi érméket és emlékérmeket, replikákat tartalmaznak. A vállalat székhelye Budapesten, a Szabadság téren található.

### Kritikák
Egyes gyűjtők kritikával illetik a céget a marketing módszerei miatt,  valamint 2014-ben a GVH is megbírságolta a céget 100 millió Ft-ra.
„ Gazdasági Versenyhivatal megállapította, hogy a vállalkozás fogyasztók megtévesztésére alkalmas kereskedelmi gyakorlatot folytatott, amikor a termékeit népszerűsítő reklámokban a „Magyar Éremkibocsátó Intézet” megnevezést alkalmazta és azt közölte, hogy egyes nemzeti pénzverdék hivatalos forgalmazója, ezzel valótlanul a vállalkozás állami elismertségének látszatát keltette a fogyasztókban. Ezen kívül megtévesztette a fogyasztókat a termékeinek kedvezményes árával és a korlátozott elérhetőségével kapcsolatban is. A GVH bírság kiszabását is indokoltnak látta, ezért a vállalkozásra 100.000.000 Ft bírságot szabott ki.”
Nem sokkal később újabb 140 millió forintra bírságolták. Az ismétlődő elmarasztalások nyomán többször is nevet változtatott (először Magyar Kincstár Kft. helyett Magyar Éremkibocsátó Intézet Kft. lett, majd a megtévesztő „Intézet” szó elhagyására kényszerültek. A cég neve 2015 december 1-jétől: Magyar Éremkibocsátó Kft.).